# دژانکو آسول
دژانکو آسول (ترکی استانبولی: Django Asül زاده ۱۹ آوریل ۱۹۷۲ با نام اصلی اغور باغیشلاییجی ترکی استانبولی: Uğur Bağışlayıcı) هنرپیشه و کمدین ترک آلمانی می‌باشد.